# تازه‌کند، آق‌دام
تزکند، آقدام (به لاتین: Təzəkənd, Agdam) یک منطقهٔ مسکونی در جمهوری آذربایجان است که در شهرستان آقدام واقع شده‌است.

## خصوصیات
تزکند ۳٬۶۵۹ نفر جمعیت دارد.